# XM8
XM8 — комплекс стрілецької зброї, розроблений спільними зусиллями американської збройової компанії АТК (Alliant Techsystems) і німецької компанії Heckler & Koch на базі гвинтівки HK G36. ХМ8 був розроблений головним чином для заміни автоматів М16 і М4А1, маючи меншу масу і велику надійність. При використанні нових патронів з легкою композитною металопластиковою гільзою новий автомат забезпечував економію маси на 20% в порівнянні з M16.
Початок виробництва цієї зброї було намічено приблизно на 2006 рік. У 2004 році автомати пройшли великі випробування в збройних силах США, заслуживши позитивні відгуки. Попри це, в жовтні 2005 року проєкт був офіційно закритий.

## Система
ХМ8 заснований на автоматиці з коротким ходом газового поршня, розміщеного над стволом, і замиканням поворотом затвора, що має 7 бойових упорів. Ствольна коробка і цівка виконані з високоміцного пластика. Приклад — регульований по довжині п'ятипозиційний телескопічний, легкозмінний, також виконаний з пластику. Над пістолетним руків'ям розташований двосторонній запобіжник-перемикач режимів вогню, що дозволяє вести стрільбу одиночними пострілами і безперервними чергами. Ствол має підвищену живучість (більше 20 000 пострілів). Модульна конфігурація дозволяє використовувати стволи різної довжини, пристосовуючи зброю під конкретні умови. Можливі конфігурації:
- Carbine — карабін, який використовує ствол довжиною 318 мм;
- Short Carbine і PDW — укорочений карабін і персональна зброя самооборони екіпажу бойових машин відповідно. Використовують стволи довжиною 229 мм;
- Automatic Rifle і Sharpshooter — автоматична і снайперська гвинтівки, використовують стволи довжиною 508 мм;
- LMG — легкий ручний кулемет, який використовує більш важкий ствол довжиною 508 мм. Замість стандартної цівки може використовувати цівку з інтегрованою сошкою.

Також можлива зміна цівки на підствольний гранатомет XM320 або модуль LSS з помповою рушницею. Для контролю за витрачанням боєприпасів полімерні магазини зроблені прозорими.
XM8R — варіант з планками Пікатінні на ложе та ручки для перенесення.